# 安東尼·奎恩
安東尼·奎恩（英語：Anthony Quinn，1915年4月21日—2001年6月3日）是一位出生在墨西哥的演員，曾經2度獲得奧斯卡最佳男配角獎。

## 作品
- 1952年：《薩巴達傳》（Viva Zapata!）
  - 奧斯卡最佳男配角獎
- 1954年：《大路》（La strada）
- 1956年：《慾海浮生》/《梵谷傳》（Lust for Life）
  - 奧斯卡最佳男配角獎
  - 提名—金球獎最佳電影男配角
- 1957年：《孽海狂濤》（Wild Is the Wind）
  - 提名—奧斯卡最佳男主角獎
- 1959年：《崗山最後列車》 (Last Train from Gun Hill)
- 1960年：《瓊樓春夢》（Portrait in Black）
- 1961年：《冰國英雄傳》（The Savage Innocents）
- 1961年：《六壯士》（The Guns of Navarone）
- 1962年：《阿拉伯的勞倫斯》（Lawrence of Arabia）
  - 提名—金球獎最佳戲劇類電影男主角
  - 提名—英國電影學院獎最佳男主角
- 1964年：《希臘人左巴》（Zorba the Greek）
  - 提名—奧斯卡最佳男主角獎
  - 提名—金球獎最佳戲劇類電影男主角
  - 提名—英國電影學院獎最佳男主角
- 1966年：《古城春夢》（Zorba the Greek）
- 1966年：《野戰雄師》（Lost Command）
- 1966年：《烈士忠魂》（Behold a Pale Horse）
- 1969年：《秘密大戰爭》（The Secret of Santa Vittoria）
  - 提名—金球獎最佳音樂及喜劇類電影男主角
- 1970年：《春雨殘梅》（A Walk in the Spring Rain）
- 1972年：《110街喋血記》（Across 110th Street）
- 1974年：《賊梟雄棋逢敵手》（The Don Is Dead）
- 1976年：《英雄不流淚》（Tigers Don't Cry）
- 1977年：《拋浪頭》（Bluff）
- 1977年：《萬世救主》（Jesus of Nazareth）
- 1978年：《希臘大亨》（The Greek Tycoon）
- 1978年：《霸王伏妖》（Ulysses）
- 1978年：《百合花》（The Inheritance）
- 1981年：《沙漠雄獅》（Lion of the Desert）
- 1988年：Onassis: The Richest Man in the World
  - 提名—艾美獎迷你劇集及電視電影最佳男配角
- 1991年：《四海一家》（Mobsters）
- 1996年：《無法無天》（Gotti）
  - 提名—金球獎最佳劇集、迷你劇集及電視電影男配角

## 外部連結
- TCM电影资料库上安東尼·奎恩的资料（英文）
- 安東尼·奎恩在互联网电影资料库（IMDb）上的資料（英文）
- 互聯網百老匯資料庫（IBDB）上安東尼·奎恩的資料（英文）
- 在Find a Grave上的安東尼·奎恩